# Cimetière de la Madeleine
Pour les articles homonymes, voir cimetière de La Madeleine.
Le cimetière de la Madeleine est un ancien cimetière parisien situé dans l'actuel 8e arrondissement de Paris. 

## Historique
Ce cimetière a, à l'origine, son entrée dans la rue de la Ville-l'Évêque, et dépend de l'ancienne église de la Madeleine.
En 1762, décision est prise de construire l'actuelle église de la Madeleine. L'ancienne église est supprimée en 1765.[source insuffisante] Mais le cimetière qui touche l'édifice religieux, à l'angle de la deuxième partie de la rue de la Madeleine, est conservé dans le but de l'affecter spécialement à l'inhumation des condamnés exécutés sur la place de la Révolution. 
La commune de Paris publie cet arrêté :

« Séance du 23 août 1792. Le procureur de la Commune entendu, le conseil général arrête que la guillotine restera dressée sur la place de la Révolution, jusqu'à ce qu'il en ait été autrement ordonné, à l'exception néanmoins du coutelas que l'exécuteur des hautes œuvres sera autorisé d'enlever après chaque exécution. »
Mais le couteau de la guillotine fauche tant de têtes que le pavé de la rue de la Ville-l'Évêque est constamment rougi de sang. D'ailleurs, ce charnier se trouve aussi dans le voisinage trop immédiat de la place de la Révolution. Cette double circonstance, mentionnée dans un rapport du commissaire de police de la section du Mont-Blanc, motive la suppression de l'ancien cimetière de la Madeleine. Sa fermeture n'a pas lieu pour cause d'encombrement, attendu qu'on s'empresse, dès qu'une tranchée est remplie de cadavres, de les couvrir d'une couche de chaux vive, mais bien pour les raisons indiquées plus haut, et consignées dans le procès-verbal du magistrat qui termine en ces termes son rapport : « D'ailleurs le cimetière de la Madeleine est le sujet des diatribes des aristocrates et des contrerévolutionnaires ».
Le cimetière de la Madeleine a donc servi pendant la Révolution française de lieu d'inhumation des personnes guillotinées place de la Révolution, dont Louis XVI et son épouse Marie-Antoinette, avant que leurs dépouilles ne fussent emmenées à la basilique de Saint-Denis lors de la Restauration. Olivier Desclozeaux, avocat royaliste, permit de retrouver les corps.
Louis XVIII, pour perpétuer le souvenir de l'exécution de son frère, y fait construire une chapelle expiatoire en 1826, chapelle aujourd'hui incluse dans le square Louis-XVI qui occupe l'espace de l'ancien cimetière.  
Avec les cimetières de Picpus, des Errancis et Sainte-Marguerite, il est un des quatre cimetières du Paris de la Révolution à avoir reçu des corps suppliciés par la guillotine.

## Liste de personnalités inhumées
Cette liste inclut notamment,:

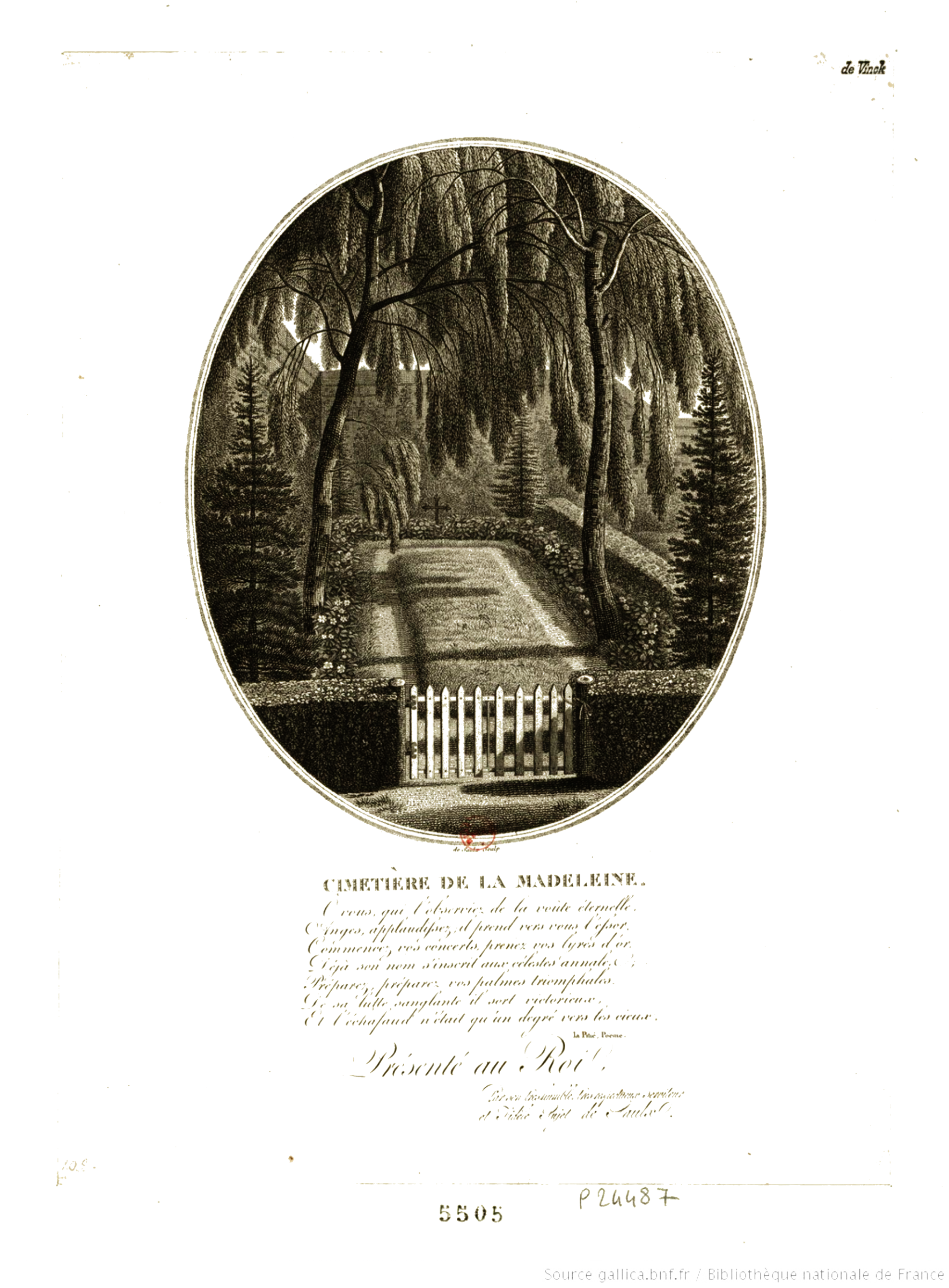
Tombe de Louis XVI et de Marie-Antoinette au cimetière de la Madeleine, par Desaulx, 1816.

- 133 morts étouffés ou écrasés pendant les festivités du mariage de Louis XVI et de Marie-Antoinette le 30 mai 1770[5],[6]
- Louis XVI († 21 janvier 1793). Ses restes sont transportés du cimetière de la Madeleine à la basilique Saint-Denis le 21 janvier 1815[7]
- Marie-Antoinette († 16 octobre 1793). Ses restes sont transportés à la basilique Saint-Denis le 21 janvier 1815
- Charlotte Corday (18 juillet 1793)
- Les vingt-deux Girondins tous guillotinés le 10 brumaire an II (31 octobre 1793) :
  - Charles-Louis Antiboul
  - Jacques Boilleau
  - Jean-Baptiste Boyer-Fonfrède
  - Jacques-Pierre Brissot
  - Jean-Louis Carra
  - Gaspard-Séverin Duchastel
  - Jean-François Ducos
  - Charles Éléonor Dufriche-Valazé
  - Jean Duprat
  - Claude Fauchet
  - Jean-François Martin Gardien
  - Armand Gensonné
  - Jacques Lacaze
  - Marc David Lasource
  - Claude Romain Lauze de Perret
  - Pierre Lehardy
  - Benoît Lesterpt-Beauvais
  - Jacques Pierre Agricol Mainvielle
  - Charles-Alexis Brûlart, marquis de Sillery
  - Pierre-Victurnien Vergniaud
  - Louis-François-Sébastien Viger
- Madame Roland (8 novembre 1793)
- La comtesse Madame du Barry (favorite de Louis XV) (8 décembre 1793)
- Olympe de Gouges (3 novembre 1793)
- Les gardes suisses tombés au palais des Tuileries lors de la journée du 10 août 1792
- Clément Charles François de L'Averdy (24 novembre 1793)
- Antoine Charles Augustin d'Allonville tué au palais des Tuileries le 10 août 1792
- Antoine-Nicolas Collier, général comte de la Marlière, condamné à mort par le tribunal révolutionnaire le 6 frimaire an II (26 novembre 1793)
- Charles Henri d'Estaing, amiral de France, condamné par le tribunal révolutionnaire et guillotiné 9 floréal an II (28 avril 1794)

## Le cimetière après 1793
Pierre-Louis-Olivier Descloseaux, un riverain du cimetière de la Madeleine, acheta le lopin de terre. Ayant été témoin des inhumations qui y furent faites, et ayant dressé la liste des 1343 personnes guillotinées de 1792 à 1794, il avait circonscrit l'endroit exact où reposaient les corps et entouré le carré d'une charmille avec des saules pleureurs et des cyprès, dans le souci de sauvegarder les dépouilles du couple royal et des autres victimes qui y étaient inhumées.
Ce cimetière est désaffecté en mars 1794. Sous la Restauration, Louis XVIII fait ériger à cet emplacement la chapelle expiatoire, réalisée par Pierre Fontaine.

## Sources
- Monuments Nationaux, « chapelle expiatoire Louis XVI » (consulté le 11 novembre 2007)
- ViaMichelin, « chapelle expiatoire Louis XVI » (consulté le 11 novembre 2007)